# سیارک ۸۳۳۰
سیارک ۸۳۳۰ (به انگلیسی: 8330 Fitzroy، نامگذاری:1982FX3) هشت هزار و سیصد و سیمین سیارک کشف شده‌است که در ۲۸ مارس ۱۹۸۲ کشف شد.
قدر مطلق سیارک برابر ۵۱.۲ است.